# Save the Children
Save the Children Fund, comúnmente conocido como Save the Children o Save the Children International (Salvar a los niños) es una organización no gubernamental (ONG) internacional que tiene como finalidad trabajar por los derechos de la infancia.

## Historia
Fue fundada en 1919 por Eglantyne Jebb para ayudar a los millones de niños refugiados y desplazados diseminados por Europa después de la Primera Guerra Mundial.
Eglantyne Jebb elaboró la primera Declaración de los Derechos del Niño, conocida como la Declaración de Ginebra, aprobada por la Sociedad de Naciones en 1924, que es el antecedente histórico inmediato a la actual Convención sobre los Derechos del Niño, ratificada por Naciones Unidas en 1989.
Poco después de la fundación de Save The Children en Londres (1919), se crearon asociaciones en otros países, tales como Suecia, Australia y Canadá.

## En la actualidad
En 2020, Save the Children International está presente en 130 países, entre ellos España, en los que desarrolla programas relacionados con la salud infantil, nutrición, ayuda humanitaria y atención en emergencias, violencia, calidad educativa, gobernabilidad en derechos de la infancia, trata, explotación laboral infantil y virus de la inmunodeficiencia humana, entre otros.[cita requerida]